# ファドリケ・アルバレス・デ・トレド
ファドリケ・アルバレス・デ・トレド（Fadrique Álvarez de Toledo, 1537年11月21日 - 1583年12月11日）は、スペイン貴族、第4代アルバ公。八十年戦争時のスペイン軍司令官。

## 生涯
第3代アルバ公フェルナンド・アルバレス・デ・トレドの次男として、リスボンで生まれた。初代ウエスカル公、コリア侯、カラトラバ騎士団の司令官職でもあった。
彼は、スペイン領ネーデルラントにおける、最も血なまぐさい時期のスペイン軍を率いた。ハールレム包囲と同様に、メヘレン、ズトフェン（現在のオランダ・ヘルダーラント州）、ナールデン（オランダ・北ホラント州）において起こった殺戮の司令官だった。
彼の指揮した軍はアルクマール包囲に失敗し、退却を余儀なくされた。彼の父フェルナンドは、退却を認可しなかった。フェルナンドは、息子の評判がスペイン王フェリペ2世に伝わり不興を被ることを何より恐れた。
1573年以降、ファドリケは健康を急激に害した。1583年に死去し、甥のアントニオが公位を継承した。